# Cyphopisthes amphicyllis
Cyphopisthes amphicyllis är en skalbaggsart som beskrevs av Sharp 1875. Cyphopisthes amphicyllis ingår i släktet Cyphopisthes och familjen Hybosoridae. Inga underarter finns listade i Catalogue of Life.